# Pseudohydromys occidentalis
Pseudohydromys occidentalis — вид гризунів родини мишевих (Muridae). Зустрічається в Західному Папуа, Індонезії та Папуа-Новій Гвінеї.

## Морфологічна характеристика
Це дрібний гризун, довжина голови й тулуба від 87 до 115 мм, довжина хвоста від 85 до 95 мм, довжина стопи від 19 до 21,5 мм, довжина вух від 8 до 12 мм. Хутро довге і густе. Верхня частина темно-коричнево-сіра, а черевна частина світло-сіра. Губи вкриті дрібними сріблястими волосками. Вуха світлі. Передні лапи вкриті дрібними сріблястими волосками, ступні світлі. Хвіст коротший від голови й тулуба, рівномірно світлий і дрібно вкритий дрібними чорними і сріблястими волосками.

## Поведінка
Це наземний вид.